# Коран
Коран (Кур’ан, з араб. القرآن — читане вголос, al-Qurʾān [alqurˈʔaːn], «декламація») — центральний релігійний текст Ісламу, який мусульмани вважають одкровенням від Бога (Аллаха). Його вважають найкращим твором у класичній арабській літературі. Він складається з 114 глав (сур), які складаються з віршів (аятів).
Мусульмани вірять, що Коран був усно відкритий Богом останньому пророку Мухаммеду через архангела Гавриїла (Джібріла) поступово протягом приблизно 23 років, починаючи з місяця Рамадан, коли Мухаммеду було 40; і закінчується в 632 році, році його смерті. Мусульмани вважають Коран найважливішим чудом Мухаммеда; доказ його пророцтва; і кульмінація серії божественних послань, починаючи з тих, що були відкриті Адаму, включаючи Тауру (Тору), Забур (Псалми) та Інджіл (Євангеліє). Слово Коран зустрічається приблизно 70 разів у самому тексті, а інші назви та слова також кажуть, що посилаються на Коран.
Мусульмани вважають Коран не просто богонатхненним, а буквальним словом Бога. Мухаммед не написав цього, оскільки не вмів писати. Згідно з традицією, кілька супутників Мухаммеда служили переписувачами, записуючи одкровення. Невдовзі після смерті пророка сподвижники склали Коран, які записали або запам’ятали його частини. Халіф Усман створив стандартну версію, тепер відому як Усманський кодекс, який зазвичай вважається архетипом Корану, відомого сьогодні. Однак існують різні варіанти читання, переважно з незначними відмінностями у значенні.
Коран передбачає знайомство з основними оповідями, переказаними в біблійних і апокрифічних писаннях. У ньому підсумовуються деякі, докладно зупиняються на інших і, в деяких випадках, представлені альтернативні виклади та інтерпретації подій. Коран описує себе як книгу керівництва для людства (2:185). У ньому іноді пропонуються детальні розповіді про конкретні історичні події, і часто наголошується на моральному значенні події над її оповідною послідовністю. Доповнюючи Коран поясненнями деяких загадкових оповідань Корану та постановами, які також забезпечують основу шаріату (ісламського права) у більшості конфесій ісламу, є хадиси — усні та письмові перекази, які, як вважається, описують слова та дії Мухаммед. Під час молитви Коран читається лише арабською мовою.
Того, хто запам'ятав весь Коран, називають хафізом. Аят (вірш Корану) іноді читається зі спеціальним видом промови, призначеним для цієї мети, який називається таджвідом. Протягом місяця Рамадан мусульмани зазвичай завершують декламацію всього Корану під час молитви тараві. Щоб екстраполювати значення конкретного вірша Корану, мусульмани покладаються на екзегезу, або тафсир (коментар), а не на прямий переклад тексту.

## Етимологія терміна
Існує декілька думок про походження назви. Згідно з однією думкою, вона є похідним від дієслова спільносемітського походження «кара'а» (однокореневого самоназві народу «карай» себто караїми або «читачі» себто «читачі Тори»), яке означає «читати». Згідно з іншою — воно походить від дієслова «іктарана», яке означає «зв'язуватися». За третім тлумаченням, воно походить від слова «кору», що означає «частування». Богослови вважають, що Коран отримав таку назву, оскільки є даром Божим для віруючих.
У самому Корані використані різні імена останнього одкровення, з яких найпоширенішими є:
- Фуркан (розрізнення добра і зла, істини і брехні, дозволеного і забороненого)[13]
- Китаб (Книга)[14]
- Зікр (Нагадування)[15]
- Танзіль (Послання)[16]

Словом «мусхаф» називають окремі сувої або примірники Корану.

## Історія Корану
Згідно з мусульманським віровченням, оригінал Корану зберігається на небі, звідки його було низпослано в світ від Аллаха в повному вигляді в ніч Кадр, але ангел Джабраїль передавав його Мухаммеду частинами протягом 23 років.

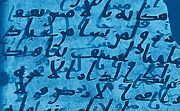
Коран під ультрафіолетом (рукописи Сани). За допомогою УФ та рентгенівських променів можна виявити підтексти, які неможливо побачити неозброєним оком, і зміни, внесені до тексту.

### Мекканський період низпослання
У мекканський період послання Корану іслам не був державною релігією, і в мекканських сурах більша увага приділяється доктринальним, есхатологічним, духовним, а також етичним проблемам. Найважливішим постулатом і лейтмотивом усього змісту Корану є доктрина Єдинобожжя, яка відкидає існування інших богів, крім істинного Творця всього сущого буття, і наказує обов'язковість служіння тільки Йому.

### Мединський період низпослання
В посланнях мединського періоду більше значення відводиться соціальним, економічним питанням, проблемам війни і миру, права, сімейним стосункам тощо. Коранічні вказівки з'являлися поступово, від більш легких форм до складніших, наприклад, спочатку мусульмани молилися два рази на день, а потім прийшло веління про п'ятиразову молитву. Згідно з реальними обставинами Аллах міг послати одкровення, яке носило тимчасовий характер (мансӯх̣), а потім скасувати його і замінити новим (на̄сіх), за аналогією з юриспруденцією використовується термін аброгація. Послання Корану по частинах сприяло кращому сприйняттю його народом, полегшувало вивчення та практичне застосування Корану в повсякденному житті.

### Канонізація Корану
За розпорядженням Мухаммеда послані йому аяти відразу ж записувалися (сам пророк був неписьменним). Для цього у нього було близько 40 секретарів. Зейд ібн Сабіт говорив, що після того як секретар записував послання, Мухаммад змушував його ще раз прочитати аяти і тільки після цього дозволяв читати їх народу. При цьому він наполягав, щоб сподвижники заучували одкровення напам'ять, бо таке знання буде винагороджено Аллахом. Таким чином, частина мусульман знали напам'ять весь Коран, решта — фрагментарно. Досі існує традиція зберігання Корану в усній формі, коли люди запам'ятовують його напам'ять цілком.
Коранічний текст записувався на фінікових листях, шматках плоского каменю, шкіри, тканини. Записи робилися поступово, але були змішаними. Тільки після послання групи аятів Мухаммад оголошував, в яку саме суру і в якому порядку вони повинні бути записані. Були й послання, які не повинні були увійти в Коран, а носили тимчасовий характер і пізніше були скасовані Аллахом.
Всі аяти Корану, але у вигляді окремих записів, були зібрані за рішенням першого праведного халіфа Абу Бакра. Цю роботу виконав Зайд ібн Сабіт і це зібрання зберігалося в одної з дружин пророка на ім'я Хафса та відоме як Коран Хавси.
Через дванадцять років після смерті Мухаммеда, при третьому праведному халіфі Османі текст Корану був оформлений як рукописна книга, яка вважається першим виданням Корану. До того в ходу були різні варіанти Корану, зроблені зокрема Абдаллахом ібн Масудом і Убаййей ібн Каабом. Через сім років після того, як Осман став халіфом, він наказав зробити копії Корану і розіслати в різні мусульманські країни.
Зібрані воєдино, зведені в один список у період правління халіфа Османа (644—656 рр.), ці Одкровення склали канонічний текст Корану, який дійшов до наших днів в незмінному вигляді. Перший повний такий список датується 651-м роком.
Більшість виданих Коранів слідують речитативам Асіма у варіанті Хафса, за винятком тих, що видаються в Північній і Західній Африці, де поширений речитатив Нафі у варіанті Варша (детальніше див. Карі)

### Переклади Корану

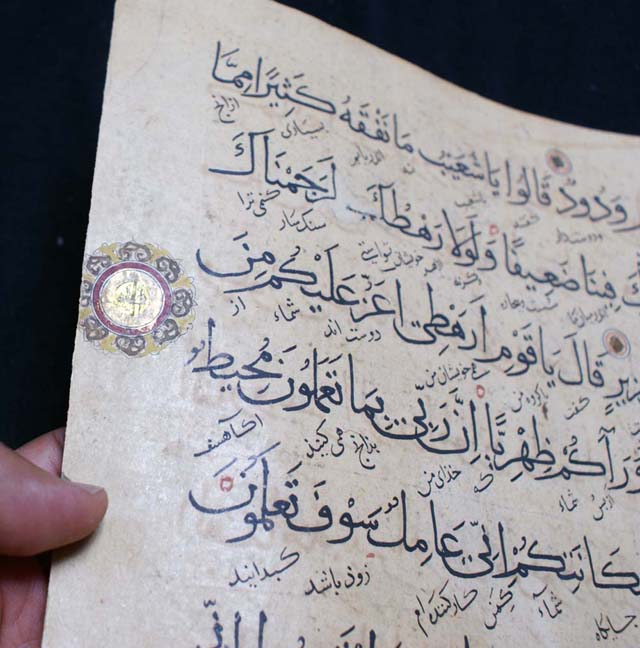
Коран з перським перекладом

Богослови вважають, що переклад смислів Корану повинен спиратися на достовірні хадиси Мухаммада, відповідати принципам арабської мови і загальноприйнятим положенням мусульманського шаріату. Деякі вважали, що при виданні перекладу обов'язково вказувати на те, що він є простим роз'ясненням смислів Корану. Переклад не може служити заміною Корану під час намазів.
Фахівці поділяють переклади Корану на дві великі групи: буквальні і смислові. У зв'язку зі складністю перекладу з арабської мови іншими, зокрема українською, і неоднозначністю тлумачення багатьох слів і фраз, найбажанішими вважаються саме смислові переклади. Однак потрібно розуміти, що тлумач може помилятися, як і автор перекладу.
Видатні художні достоїнства Корану визнані всіма знавцями арабської словесності. Однак багато з них втрачаються при буквальному перекладі. Неповторну мову, різнобічний зміст і красу коранічного стилю неможливо зберегти і передати у процесі перекладу Корану іноземними мовами.

##### Переклади українською

###### Історія українських перекладів

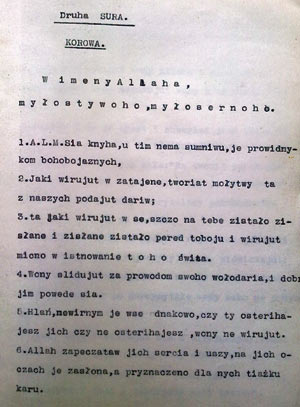
Сторінка з перекладу Абранчака-Лисенецького (1913), набрана латинським шрифтом.

Перші спроби перекладу Корану староукраїнською (старобілоруською) мовою були здійснені в XVI ст. у Великому князівстві Литовському, Руському та Жемайтійському. Після приєднання до ВКЛ Великим князем Вітовтом Криму в Литву переселилася значна група татар. Саме вони й здійснили перші спроби перекладу Корану офіційною мовою ВКЛ.
Питання, пов'язані з Кораном, вивчалися в XVI—XVII ст. в Острозькій та Києво-Могилянській академіях. А Йоаникій Галятовський, який, щоправда, не був знайомий із самим Кораном, видав 1683 року в Чернігові полемічний трактат «АльКоран Мухамедів».
Власне українських перекладів Корану на той час не існувало. Замість них в українських землях були поширені латинські переклади Корану (зокрема переклад Петра Пошановського, примірник якого з передмовою Филип Меланхтона виданий в Базелі в 1550 році, з численними коментарями на полях грецькою та латиною зберігається в Острозі). В пізніші часи їх заступили польські та російські переклади.
Відомий український вчений-сходознавець Агатангел Кримський не ставив своїм завданням повний переклад Корану, проте в його роботах можна знайти переклади окремих сур, переважно російською мовою, хоча окремі фрагменти присутні і в україномовних роботах.
Існують непрямі свідчення про існування на початок XX ст. перекладу Володимира Лезевича, проте ані надійно встановити особу перекладача, ані віднайти рукопис досі не вдалося.
У 1913–1914 Коран переклав львівський поліглот Олександр Лисенецький. Як показало дослідження цього тексту, праця базується на німецькому перекладі Корану М. Геннінґа (Лейпциг, 1901)  [Архівовано 11 липня 2012 у Wayback Machine.]. На жаль, текст залишився неопублікованим.
Пізніше частковий переклад Корану публікували Ярема Полотнюк (1990) та Валерій Рибалкін (2002).
У 2010 в Сімферополі вийшла книга під назвою «Коран. Переклад смислів українською мовою». Автор, письменник Валерій Басиров, який, за власним зізнанням, не володіє арабською, спирався виключно на російські тексти. Як наслідок, це призвело до появи значної кількості неприпустимих помилок, неточностей та відступів від мусульманського вчення. У 2011 Валерій Басиров випустив друге та третє видання книги, у яких чимало помилок та неточностей були виправлені. У 2013 вийшло четверте видання Корану.
У 2013 році вийшло перше видання повного перекладу з арабської мови смислів Корану українською мовою з урахуванням автохтонної екзегетики (тафсир) виконав острозький науковець Михайло Якубович. Цей текст перекладу схвалила до друку Комісія Центру імені Короля Фагда з друку Преславного Сувою, що знаходиться у Медині (Королівство Саудівська Аравія). Друге видання — у 2015 році в місті Києві, у видавництві «Основи». Третє видання цього перекладу випустило 2016 року Державне управління у справах релігій Туреччини (Türkiye Diyanet Vakfı), передмову до якого написав муфтій Духовного управління мусульман України Саїд Ісмагілов. Михайло Якубович зазначив, що права на це видання передав турецькій структурі Діянет.

###### Список
Повні переклади:
- Коран. Переклади смислів українською мовою. Переклад з російської Валерій Басиров, Сімферополь: Видавництво Доля, 2010 (перевидання 2011, 2011, 2013).
- Коран. Переклад смислів українською мовою. Пер. з арабської Михайла Якубовича. Медіна: Центр імені Короля Фагда з друку Преславного Сувою. 2013. 991 стор. ISBN 978-603-801-095-2
  - (друге видання) Коран. Переклад смислів українською мовою. Пер. з арабської Михайла Якубовича; редактор: Людмила Таран. Київ: Основи. 2015. 448 стор. ISBN 978-966-500-361-8
  - (аудіо-книга) Коран. Переклад смислів українською мовою. Пер. з арабської Михайла Якубовича; редактор: Людмила Таран; текст читає: Євген Підгорний. Київ: Асоціація мусульман України. Вересень 2016.[28]
  - (третє видання) Коран. Переклад смислів українською мовою. Пер. з арабської Михайла Якубовича; редактор: Вікторія Назарук; передмова: Саїд Ісмагілов. Ankara: Türkiye Diyanet Vakfı. січень 2017. ? стор. ISBN ?[29]
  - (четверте видання) Коран. Переклад смислів українською мовою. Пер. з арабської Михайла Якубовича. Київ: Дніпро; Асоціація мусульман України. лютий 2017. ? стор. ISBN ?[30]
  - (п'яте видання) Коран. Переклад смислів українською мовою / Пер. з арабської Михайла Якубовича. — Київ: ДУМУ «УММА», 2017. — 608 с. ISBN 978-966-7927-45-5[31]

## Значення в ісламі
В ісламі Коран розглядають як священну книгу — конституція, послана Мухаммаду Аллахом, щоб кожна людина могла налагодити взаємини з ним, з самим собою і суспільством, виконати свою життєву місію так, як цього бажає Аллах. Саме факт послання Корану Мухаммаду визначає виняткове місце останнього в ісламі, де він розглядається як Пророк і Посланник.
Той, хто повірив у Коран, позбавляється від рабства перед творіннями, стає рабом Аллаха і починає нове життя, оскільки його душа ніби народжується заново для того, щоб служити Аллаху і заслужити його милість.
Для цього мусульмани дотримуються божественного керівництва, слідують його приписам, підкоряються його велінням, уникають його заборон і не переступають його обмежень. Дотримання коранічного шляху розглядається як запорука щастя та успіху, тоді як віддалення від нього — причина нещастя. Коран виховує мусульман в дусі праведності, богобоязливості і доброзвичайності.
Згідно з ісламом, найкращим із людей є той, хто вивчає Коран і навчає йому інших людей.

### Джерела оповідань Корану

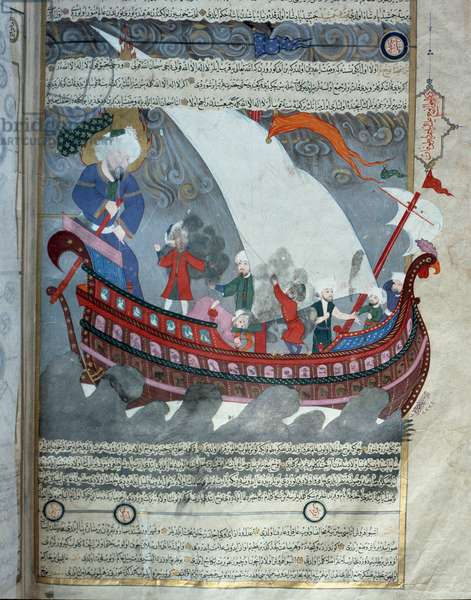
Корабель Ноя, Зубдетют-Теварі. На думку ліберальних учених, міф про повені Гільгамеша запозичений у бабілонян і переосмислений у Торі та Корані.

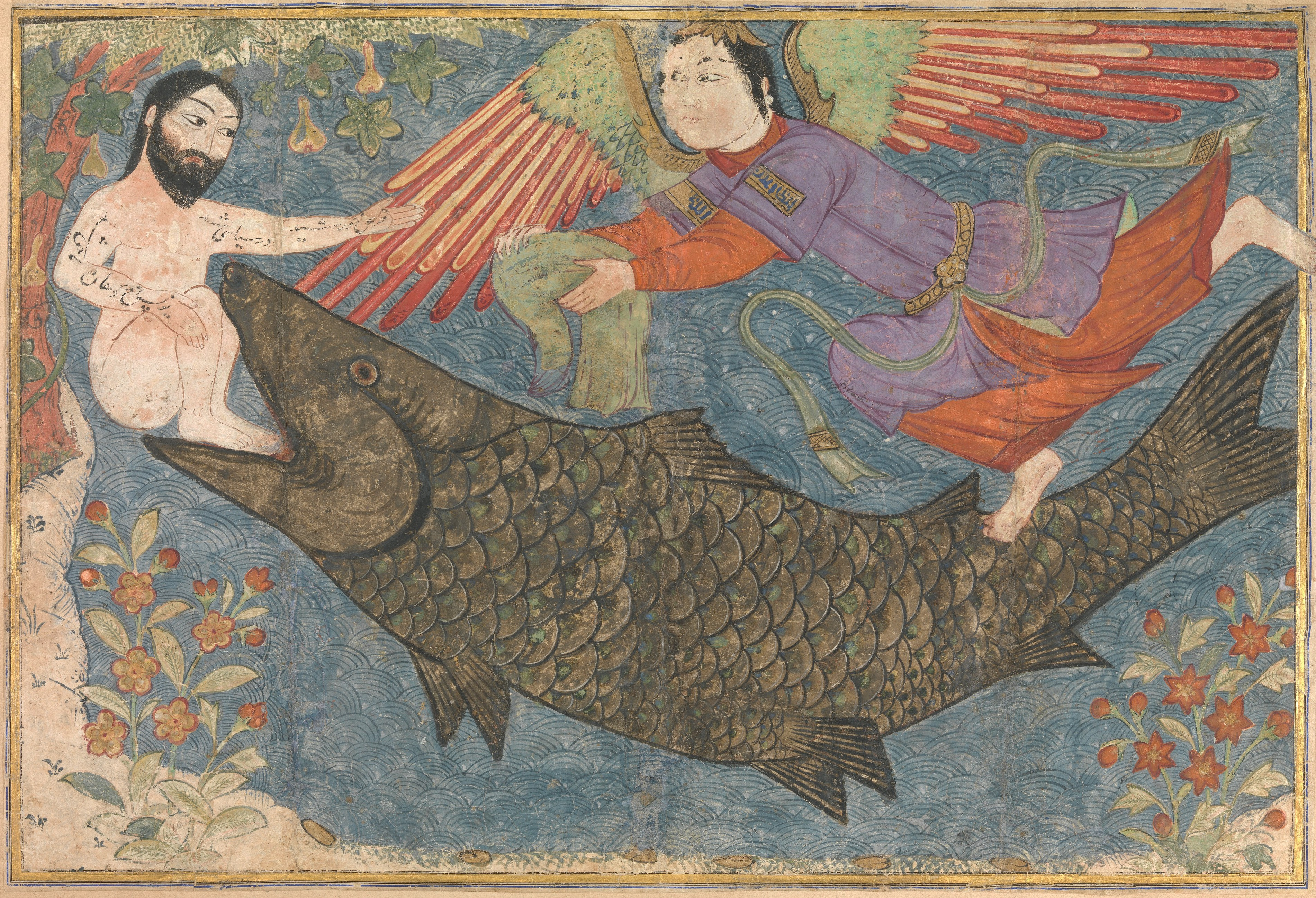
Йона і риба. Головний персонаж однойменної Книги пророка Йони, в якій описано, що його викинули з корабля в Середземному морі де його проковтнула риба і викинула на берег у Ніневії. Біблійна історія Йони з незначними відмінностями також повторюється і в Корані.

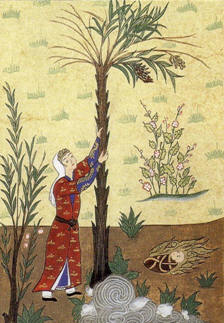
Серед аятів, висунутих як доказ дива Корану; Народження Марії наближається і трясе пальму для отримання свіжих плодів фінікової пальми, тема взята з Фальшивого Євангелія від Матвія.

## У культурі

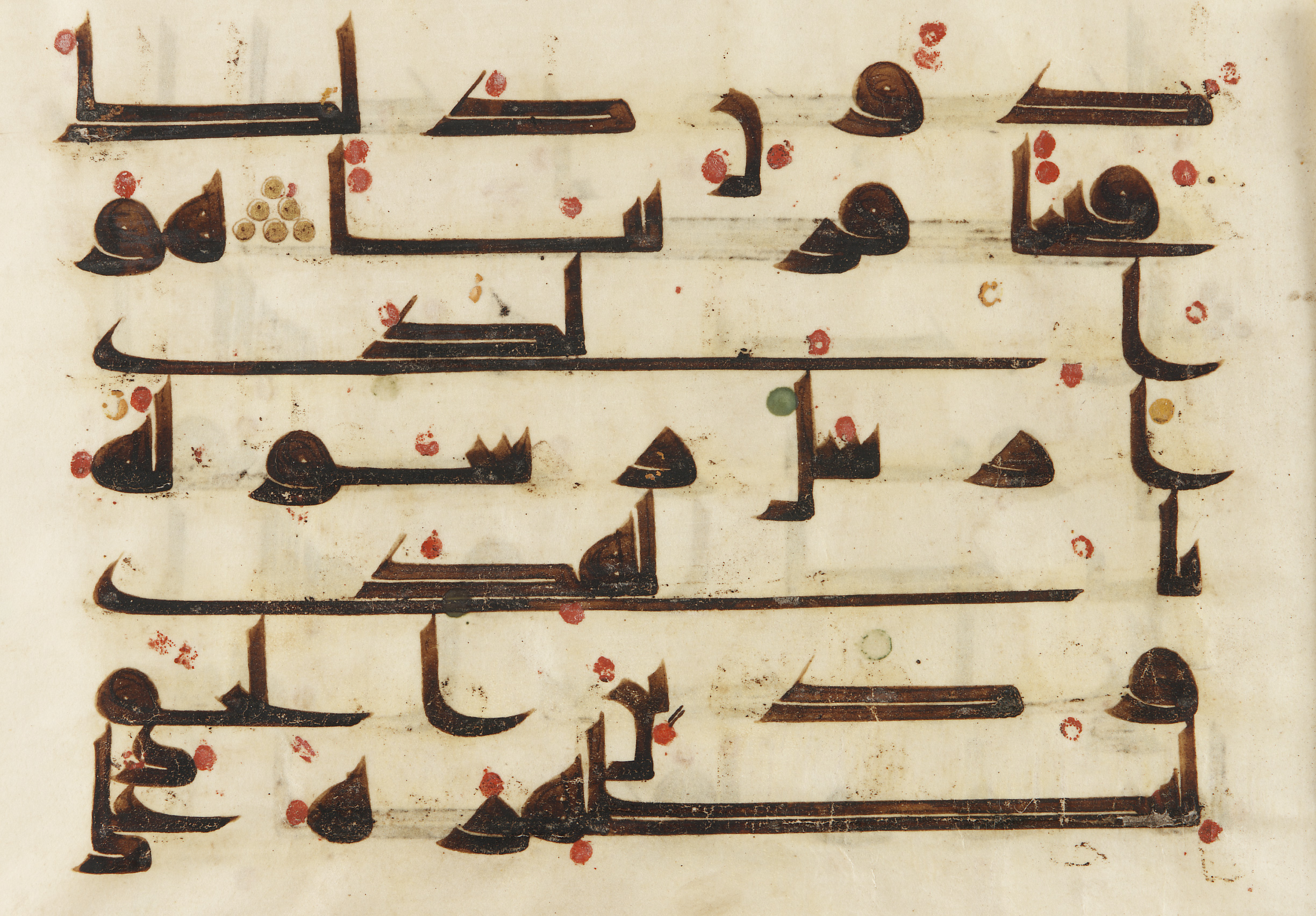
Сторінка з Корану

### Коран і наука

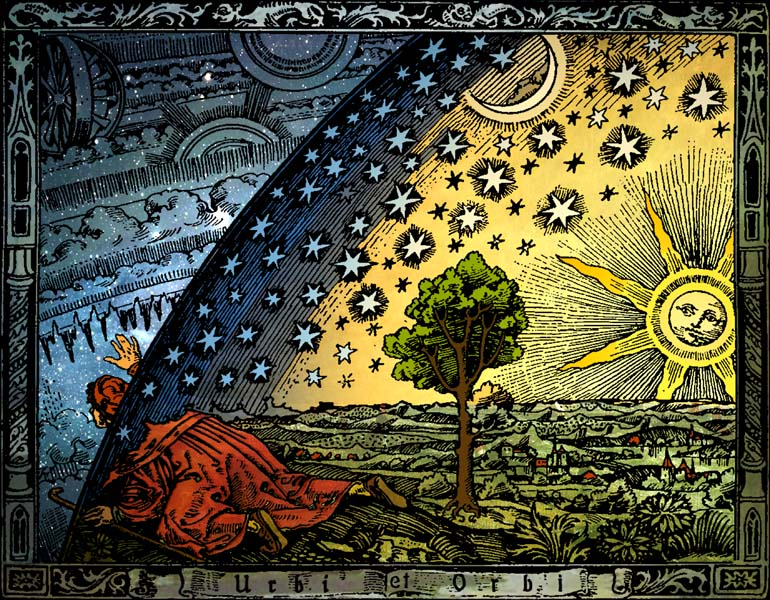
Всесвіт, орієнтований на Землю або надземний. (C. Flammarion, Holzschnitt, Paris 1888) Існує думка, що Всесвіт визначається як орієнтована на Землю (надземна) модель Всесвіту в Корані

## Галерея

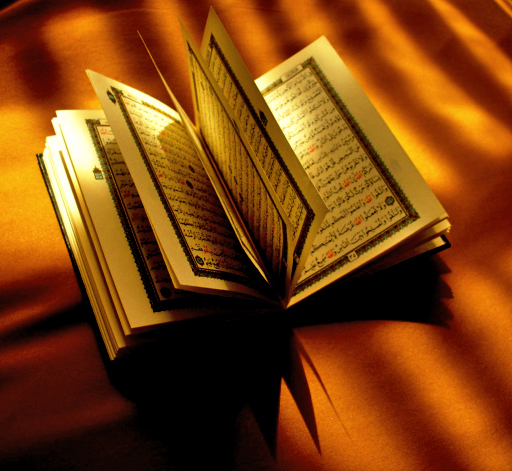
Сучасний Коран
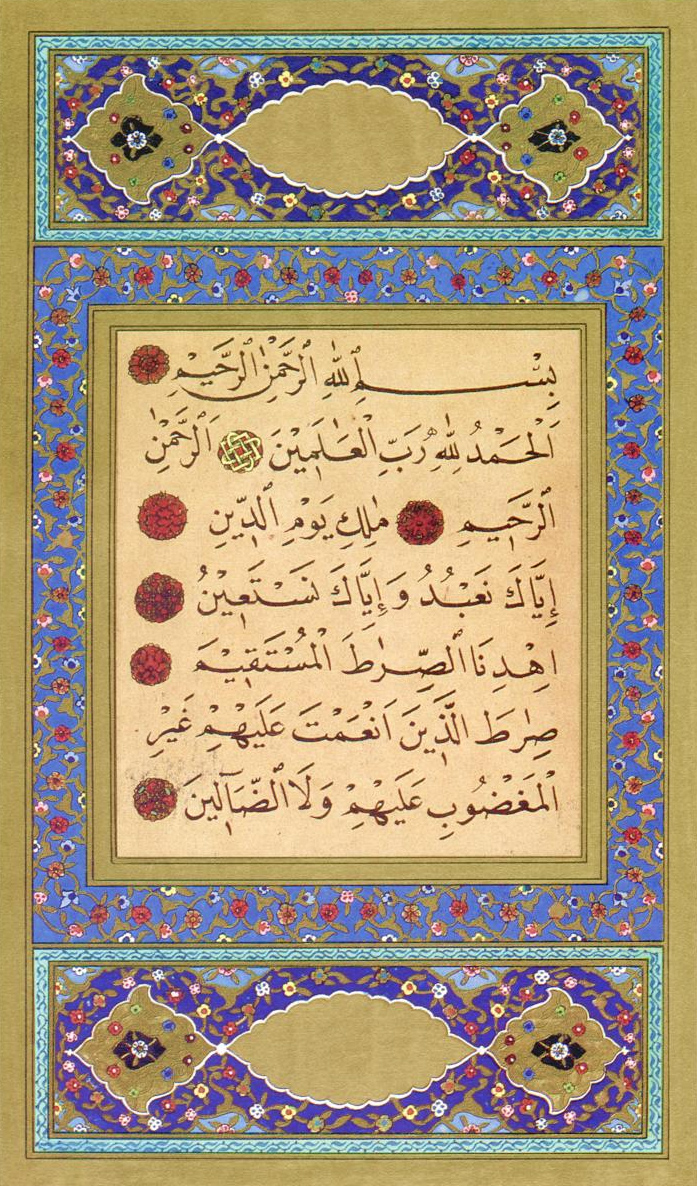
Перша Сура Корану
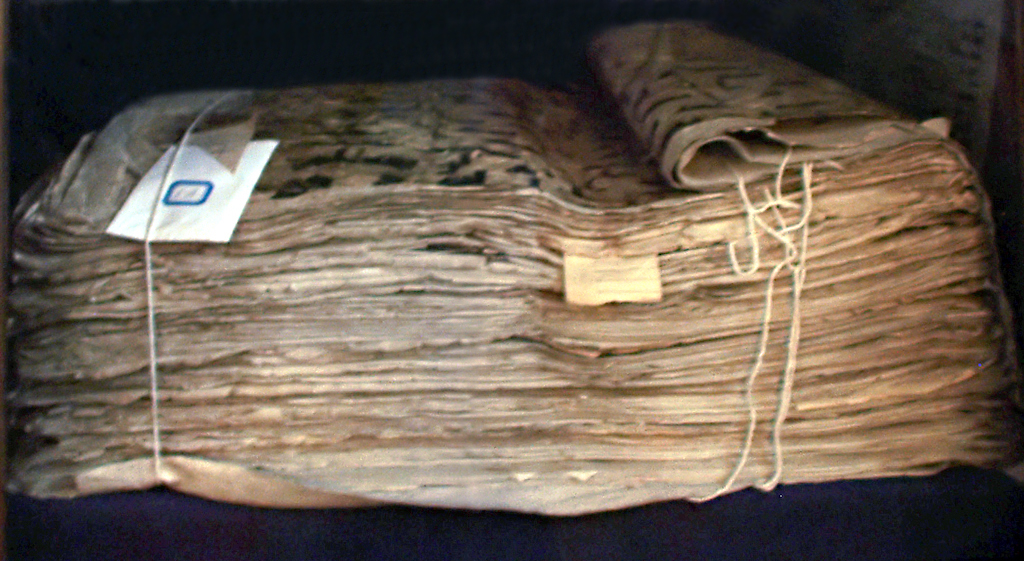
Рукопис Корану (9 століття)
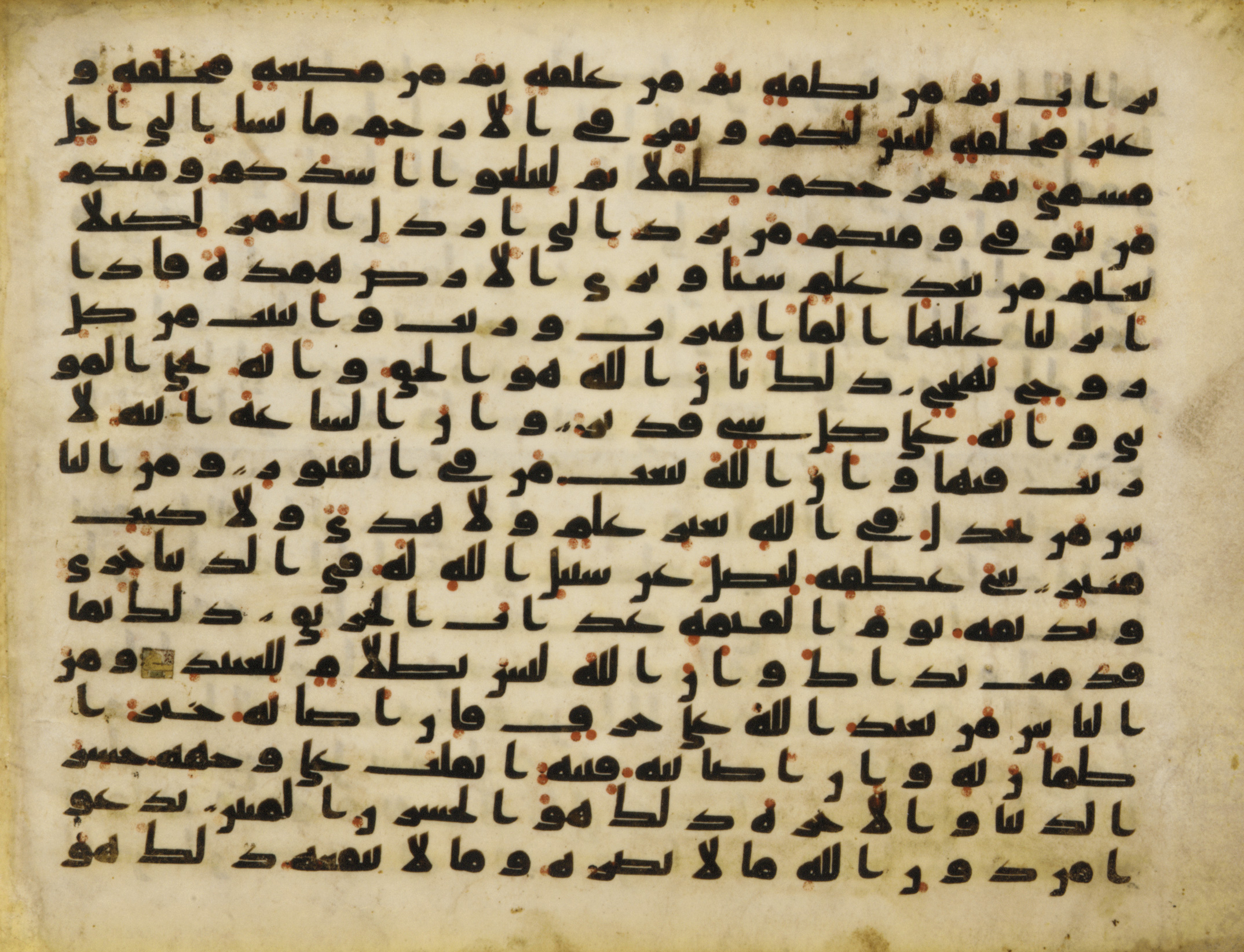
Рукопис Корану, знайденого в Каїрі (9-10 століття)
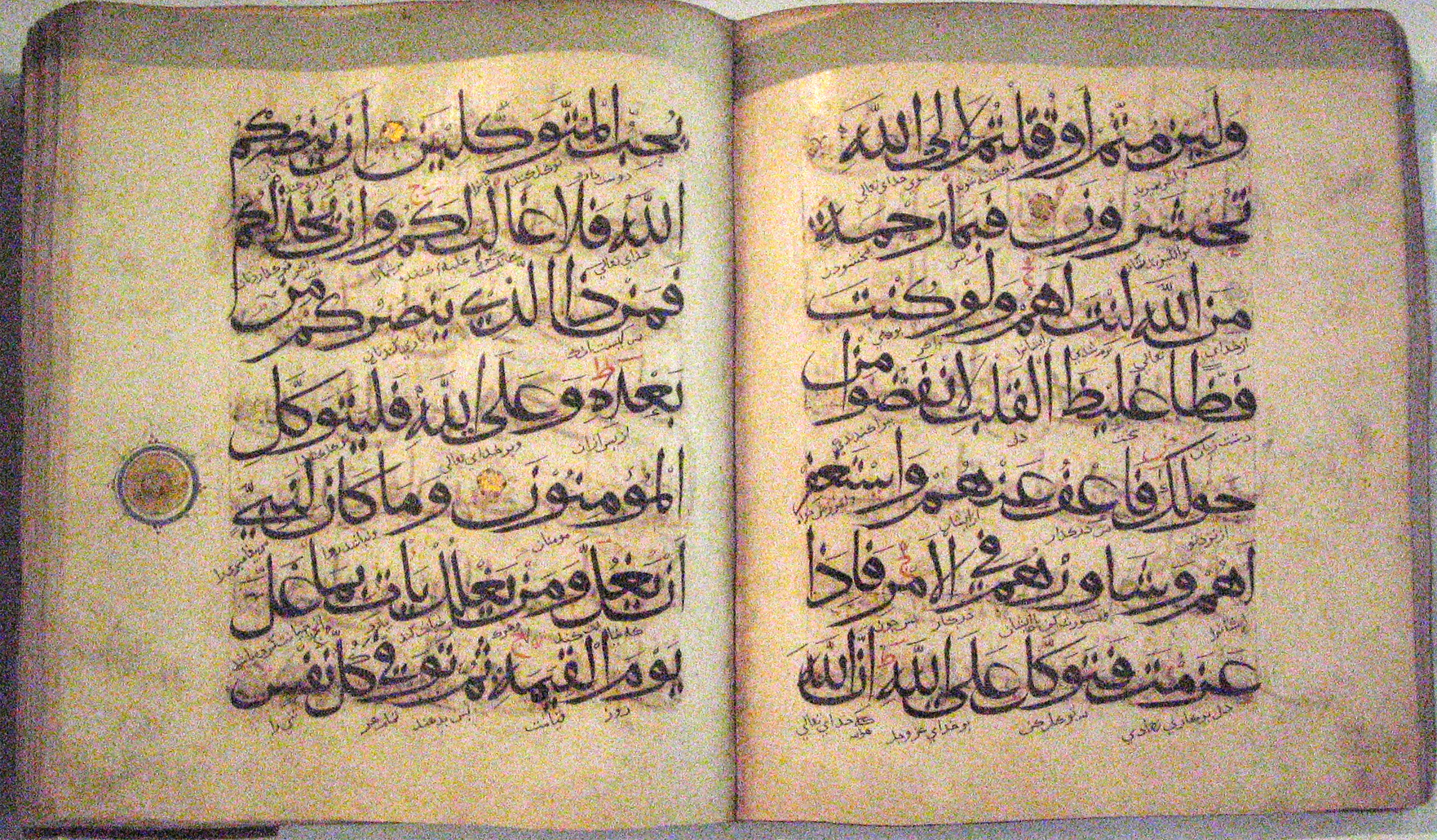
Перський Коран (13 століття)
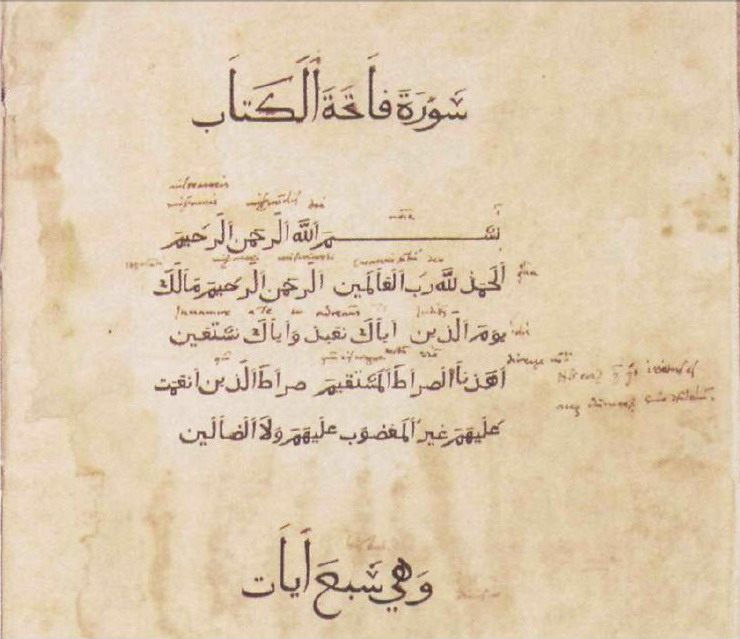
Форзац рукопису святої книги, 1537 р.
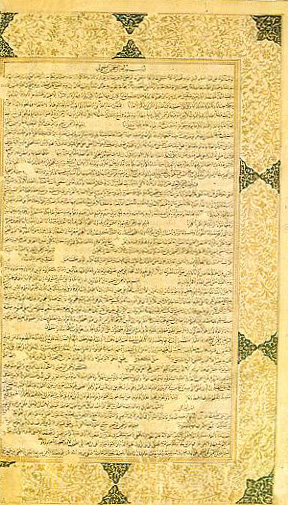
Сторінка Корану (з копії 18 століття)
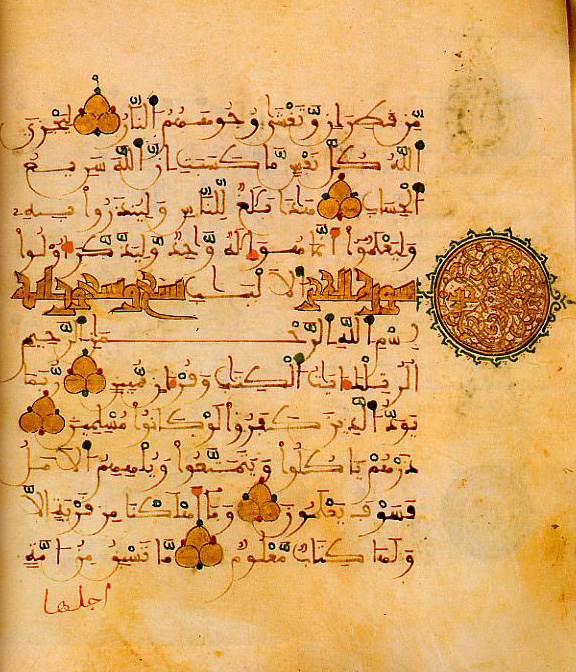
Рукопис Корану 13 сторіччя з Іспанії

## Вивчення Корану

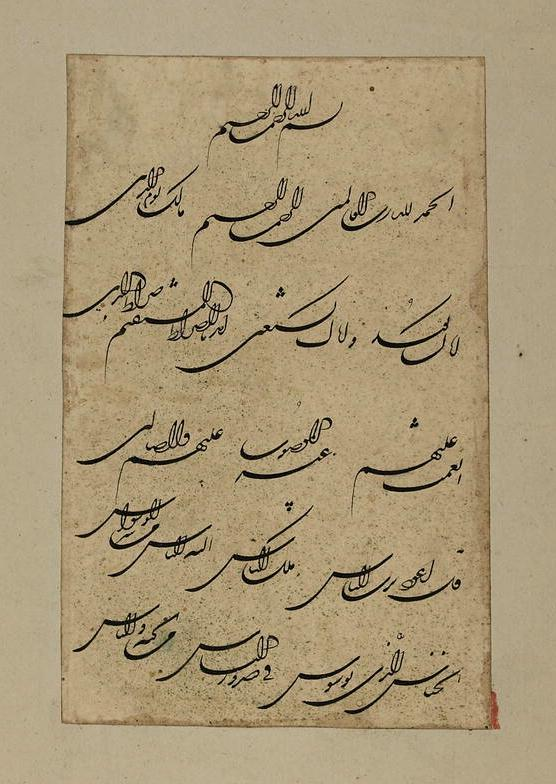
Перша і остання глави Корану разом